# Hlavní pošta (Skopje)

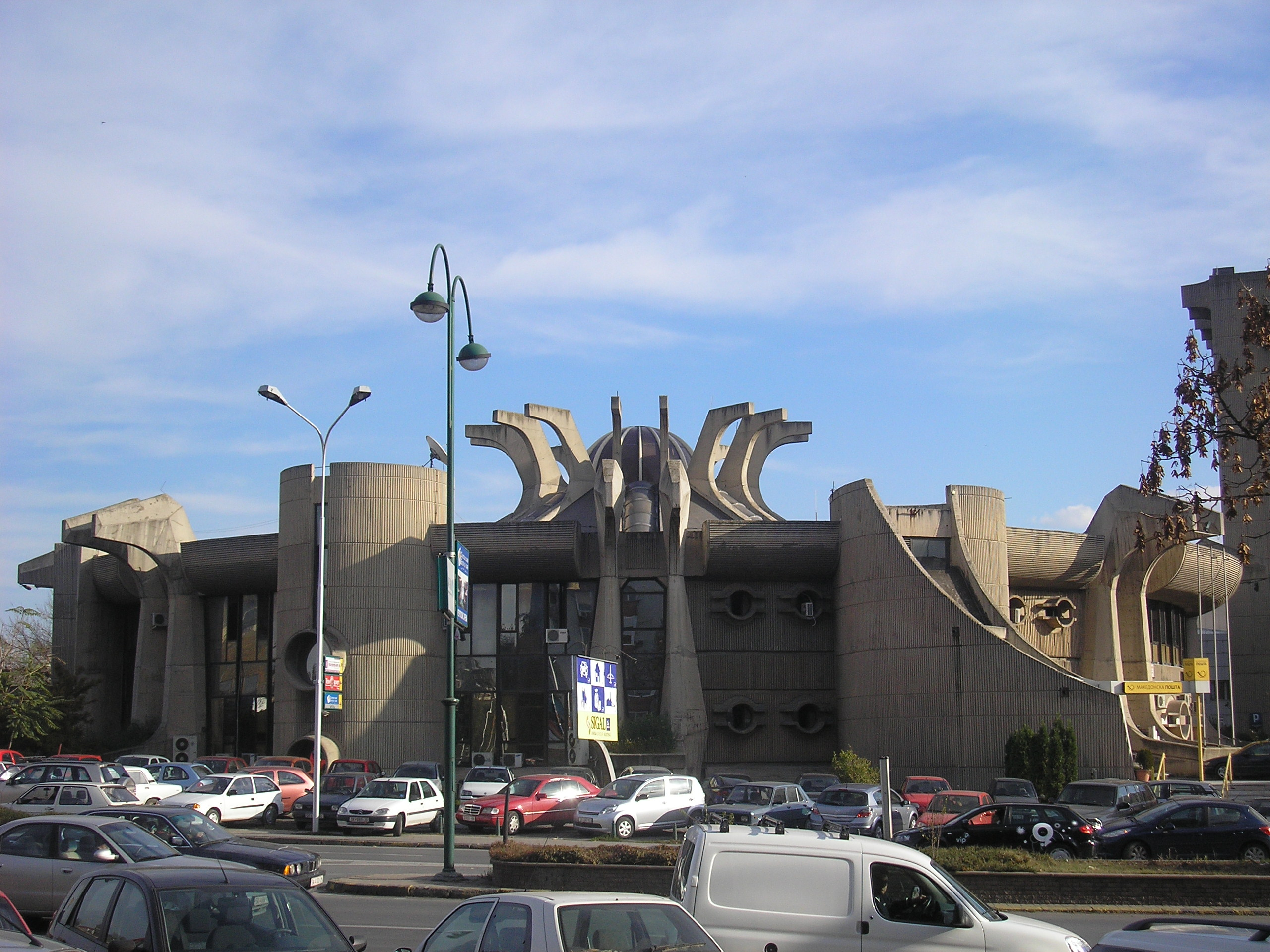
Budova v uliční úrovni.

Hlavní pošta (makedonsky Главна пошта, známá také pod zkratkou PTT/ПТТ) se nachází v severomakedonské metropoli Skopje, v samotném centru města. Brutalistická budova byla vybudována po zemětřesení v roce 1963. Nachází se na břehu Vardaru a je jedním ze symbolů přestavby města v 70. letech 20. století. Komplex tvoří čtyřpatrová budova pošty a k ní přičleněná hlavní hala s kruhovým půdorysem.
Autorem stavby je architekt Janko Konstantinov. Poštovní budova se stala jeho nejvýznamnější prací za celou kariéru architekta. Výšková budova vznikla v letech 1972–1974. Projekt haly byl schválen v roce 1973 a realizován v letech 1979–1981. V roce 1975 získal Konstantinov prestižní cenu deníku Borba a o své práci napsal pro několik zahraničních časopisů. Interiér hlavního sálu zdobí abstraktní a stylizované nástěnné malby od Borka Lazeského na téma lidově-osvobozeneckého boje. Kritici objektu poukazují na to, že malby jsou příliš poplatné tehdejší době a komunistickému režimu. 
V roce 2013 poničil budovu požár. Budova haly byla poté uzavřena a následně bylo rozhodováno rekonstrukci. Má být přebudována na výstavní centrum. Hlavní výšková budova byla částečně zrekonstruována a obložena antickými dekoračními materiály v rámci projektu Skopje 2014.